# Espineta de l'illa de Norfolk
L'espineta de l'illa de Norfolk (Gerygone modesta) és una espècie d'ocell de la família dels acantízids (Acanthizidae) que habita els manglars de l'illa de Norfolk.